# Christopher Darden
Pour les articles homonymes, voir Darden.
Christopher Darden (né le 7 avril 1956 à Richmond en Californie) est un avocat, auteur, acteur et procureur américain. Après dix ans dans le bureau du procureur de Los Angeles, il est assigné sur l'affaire O. J. Simpson comme adjoint de Marcia Clark.

## Biographie
Christopher Darden passe l'examen du barreau de Californie à l'été de 1980. Il est employé par le bureau du procureur et est envoyé au bureau d'Huntington Park, puis à Beverly Hills et finalement au Criminal Courts Building (CCB) à la fin de 1983. En tant que procureur pour le CCB, Darden dans des procès contre les gangs de la ville avant d'être muté à la division des enquêtes spéciales en février 1988.
Darden est d'abord impliqué dans l'affaire O. J. Simpson pour mener l'accusation contre Al Cowlings, ami d'O. J. Simpson, à la demande de ses collègues Marcia Clark et William Hodgman, pour son implication dans la course-poursuite en Ford Bronco. Aucune charge n'est retenue contre Cowlings, faute de preuve, et Clark demande à Darden de rejoindre son équipe d'accusation pour le procès de Simpson. Elle lui demande de préparer les témoignages de témoins, notamment de l'officier de police Mark Fuhrman. Après qu'Hodgman rencontre un problème médical au début du procès, Darden, le remplace et est nommé co-procureur. Il a un rôle important dans le procès en demandant à O. J. Simpson d'essayer le gant retrouvé dans le jardin de Simpson, élément clef menant au verdict de non-culpabilité. Après le verdict, il s'effondre lors de la conférence de presse retransmise 
à la télévision en direct devant des millions d'Américains. Darden remet sa démission après l'affaire O. J. Simpson et rejoint l'université d'État de Californie en tant que professeur de droit criminel. Il quitte l'école de droit en 1999 et créé sa propre entreprise, Darden & Associates Inc., dont la spécialité est la défense criminelle et les litiges civils.